# プリベンタス (保険)
株式会社プリベンタス（ぷりべんたす）は、神奈川県川崎市中原区に本社を置く、保険代理店を運営する企業である。
生命保険、損害保険の新規加入・見直しを主に、ショップ来店による相談、顧客宅や勤務先への訪問相談、Zoomによるオンラインでの商品説明ほかを行う。2023年度の取扱保険料は12億円。

## 概要
1979年〈昭和54年〉3月、大木純一と共同経営者により創業。後に、創業社長である大木純一が独立して設立。南北に長い神奈川県川崎市の中心である中原区に「よろず相談を受ける保険代理店」の精神で起業した。創業者の大木は『スーパー営業職と言われるような、１人で何でもできた人』だったと言う。
2006年〈平成18年〉、大木代表の逝去に伴い、かつて三井住友海上火災保険で代理店の渉外担当業務に就き、プリベンタスの代理店指導を行っていた社員の矢島護が代表取締役に就任。
2024年〈令和6年〉現在では、主に京浜地区の組織・事業所を対象に約1,000社、そして法人・個人向けに数十種類もある損害保険・生命保険を中心とした保険を取り扱い、40年以上にわたって「保険のコンシェルジュ」として保険販売代理業を経営しており、AIを含める方法で様々なリスクを予想して、万が一の時にも「事業継続・生活安定を図れる」よう提案を行う。

## 沿革
- 1979年3月 - 創業者大木純一・共同経営者によるプリベンタス設立
- 1989年 - 創業者大木純一による新生プリベンタススタート
- 1990年 - 損害サービス部門を設置
- 1999年 - 特級種別認定
- 2001年 - 本社ビル取得・川崎中央事務所開設
- 2004年 - 25周年祝賀会（川崎日航ホテル）
- 2006年
  - 新AAA認定
  - 有限会社住吉商工（1967年〈昭和42年〉1月設立）を吸収合併し、元住吉支店を開設する。
  - 創業者大木純一逝去・矢島護社長就任
- 2009年 - 30周年祝賀会（東京ディズニーランド）
- 2013年 - プロ新特級TGA認定（三井住友海上火災保険全代理店の中で当時5社のみ認定のうち１社）
- 2019年 - 40周年祝賀会（東京ベイコート倶楽部）

## 本店・支店
- 本店（川崎市中原区）
- 元住吉支店（川崎市中原区）
- 川崎中央事務所（川崎市川崎区）

## 関連作品
- 「個から組織へ変革を実現100年続く代理店経営」新日本保険新聞社 DVDビデオ／収録時間78分/2016年11月 ※販売終了
  - 出演：株式会社プリベンタス代表取締役 矢島護
  - インタビュアー：株式会社ブレインマークス代表取締役 安東邦彦
  - 企画・制作・著作：株式会社ブレインマークス

## 協賛・会員
- 一般社団法人RINGの会 - 正会員
  - 代表取締役矢島護が会長を務める。